# Meroplius fukuharai
Meroplius fukuharai är en tvåvingeart som först beskrevs av Iwasa 1984.  Meroplius fukuharai ingår i släktet Meroplius, och familjen svängflugor. Enligt Dyntaxa har arten ej påträffats i Sverige, men enligt en 2013 publicerad studie fångades sju exemplar i juli 2012 utanför Umeå. Arten har palearktisk utbredning, från Japan till Storbritannien. Den har nyligen även påträffats i Finland..
De svenska exemplaren påträffades vid en stack hönsgödsel. Larven utvecklas just i höns- eller svingödsel och i kadaver. 